# Hadrumetum
Hadrumetum er en historisk punisk by i Tunesien.
Andre historiske puniske byer i Tunesien er Karthago og Utica (Tunesien).
I oldtiden har byen angiveligt heddet Sozusa.
Nu hedder byen Sousse.
35°49′28″N 10°38′20″Ø / 35.824444444444°N 10.638888888889°Ø